# تشين جينغرون
تشين جينغرون (22 مايو 1933 - 19 مارس 1996)، المعروف أيضًا باسم جينغرون تشين، هو عالم رياضيات صيني قدم مساهمات كبيرة في نظرية الأعداد، بما في ذلك نظرية تشين وعدد تشين الأولي.

## وصلات خارجية
1. 1 2  ملف استنادي دولي افتراضي (باللغات المتعددة), دبلن: مركز المكتبة الرقمية على الإنترنت, OCLC:609410106, QID:Q54919
2. 1 2 3 4  تاريخ ماكتوتور لأرشيف الرياضيات، QID:Q547473
3. ↑   http://www.xinhuanet.com/politics/2018-12/18/c_1123872223.htm. {{استشهاد ويب}}: |url= بحاجة لعنوان (مساعدة) والوسيط |title= غير موجود أو فارغ (من ويكي بيانات) (مساعدة)